# Luigi Fantappiè
Luigi Fantappiè (Viterbo, 15 de setembro de 1901 — Viterbo, 28 de julho de 1956) foi um matemático italiano.
Conhecido por seu trabalho em análise matemática e por criar a teoria dos funcionais analíticos. Foi aluno de Vito Volterra.
Estudou na Universidade de Pisa, com graduação em matemática em 1922. Após passar um tempo no exterior, em 1926 obteve uma cátedra na Universidade de Florença, e um ano depois na Universidade de Palermo. De 1934 a 1939 esteve na Universidade de São Paulo, onde ficou responsável pela cadeira de Análise Matemática e pela organização da subseção de matemática da Faculdade de Filosofia, Ciências e Letras (FFCL). Em 1939 foi-lhe oferecida uma cátedra na Universidade de Roma "La Sapienza".
Em 1942 desenvolveu uma teoria unificada da física e da biologia, apresentando o conceito da sintropia. Em 1952 iniciou a trabalhar em uma teoria física unificada denominada relatividade projetiva, para a qual, afirmou, a relatividade restrita seria um caso limite. Giuseppe Arcidiacono foi seu colaborador nesta teoria.

## Livros
- Principi di una teoria unitaria del mondo fisico e biologico, Di Renzo Editore, Roma
- Conferenze scelte, Di Renzo Editore